# سیارک ۳۸۸۲۱
سیارک ۳۸۸۲۱ (به انگلیسی: 38821 Linchinghsia، نامگذاری:2000RJ78) سی و هشت هزار و هشتصد و بیست و یکمین سیارک کشف شده‌است که در ۹ سپتامبر ۲۰۰۰ کشف شد.